# The Cure (musikalbum av Keith Jarrett)
The Cure från 1991 är ett livealbum med Keith Jarretts ”Standards Trio”. Det spelades in i april 1990 under en konsert i Town Hall, New York.

## Låtlista
1. Bemsha Swing (Thelonious Monk/Denzil Best) – 9:43
2. Old Folks (Willard Robison/Deddette Lee Hill) – 11:18
3. Woody 'n You (Dizzy Gillespie) – 6:38
4. Blame It on My Youth (Oscar Levant/Edward Heyman) – 8:16
5. Golden Earrings (Victor Young/Jay Livingston/Ray Evans) – 8:31
6. Body and Soul (Johnny Green/Edward Heyman/Robert Sour/Frank Eyton) – 13:26
7. The Cure (Keith Jarrett) – 10:31
8. Things Ain't What They Used to Be (Mercer Ellington/Ted Parsons) – 9:11

## Medverkande
- Keith Jarrett – piano
- Gary Peacock – bas
- Jack DeJohnette – trummor